# Cyornis caerulatus
Cyornis caerulatus là một loài chim trong họ Muscicapidae.